# Nowa Sól
Nowa Sól là một thị trấn thuộc huyện Nowosolski, tỉnh Lubuskie ở tây Ba Lan. Thị trấn có diện tích 22 km². Đến ngày 1 tháng 1 năm 2011, dân số của thị trấn là 39796 người và mật độ 1826 người/km².